# Kazimierz Leon Sapieha

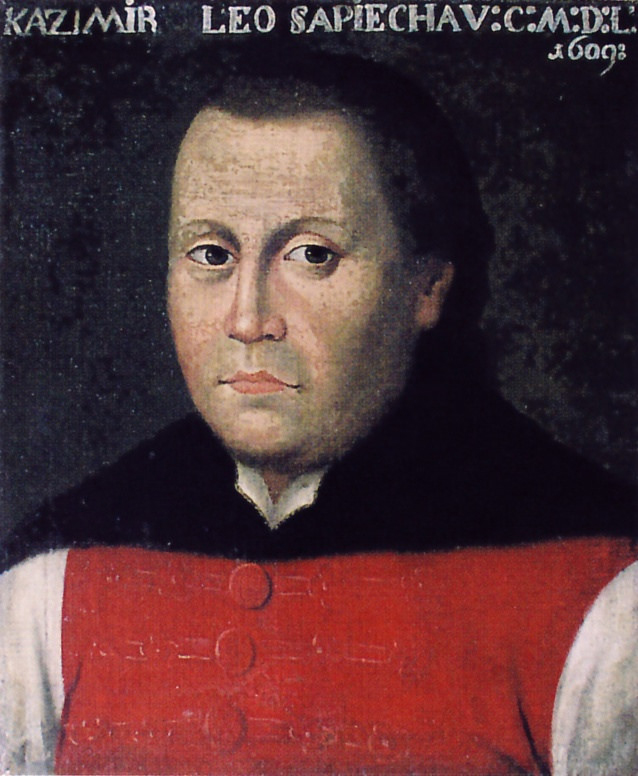
Kazimierz Leon Sapieha.

Kazimierz Leon Sapieha, född 15 juli 1609 i Vilnius, död 19 januari 1656 i Brest, var en polsk adelsman av ätten Sapieha.
Sapieha var kung Vladislav IV:s förtrogne rådgivare och förde fredsunderhandlingarna med Moskva.